# Ludeca av Mercia
Ludeca av Mercia, död 827, var en engelsk monark. Han var kung av Mercia 826–827. 